# Prix d'Été
Prix d'Été är ett travlopp för 5-10-åriga varmblod som körs på Vincennesbanan i Paris varje år i september. Det är ett Grupp 2-lopp, det vill säga ett lopp av näst högsta internationella klass. Loppet körs över 2700 meter med fransk voltstart. Förstapris är 90 000 euro.
Upplagorna 2013, 2017 och 2019 gick av stapeln som finalloppet av respektive års UET Trotting Masters.
Löpningsrekordet innehas sedan 2020 av Cleangame som segrade på tiden 1.11,0.

## Vinnare
| År   | Häst               | Land      | Tid    | Efter              | Kusk                  | Tränare                | Tvåa               | Trea              |
| ---- | ------------------ | --------- | ------ | ------------------ | --------------------- | ---------------------- | ------------------ | ----------------- |
| 2022 | Etonnant           | Frankrike | 1'11"7 | Timoko             | Anthony Barrier       | Richard Westerink      | Dorgos de Guez     | Galius            |
| 2021 | Cleangame          | Frankrike | 1'11"7 | Ouragan de Celland | Jean-Michel Bazire    | Jean-Michel Bazire     | Davidson du Pont   | Dorgos de Guez    |
| 2020 | Cleangame          | Frankrike | 1'11"0 | Ouragan de Celland | Jean-Michel Bazire    | Jean-Michel Bazire     | Tony Gio           | Drole de Jet      |
| 2019 | Propulsion         | Sverige   | 1'11"9 | Muscle Hill        | Örjan Kihlström       | Daniel Redén           | Bahia Quesnot      | Bold Eagle        |
| 2018 | Aubrion du Gers    | Frankrike | 1'11"2 | Memphis du Rib     | Jean-Michel Bazire    | Jean-Michel Bazire     | Bird Parker        | Tony Gio          |
| 2017 | Aubrion du Gers    | Frankrike | 1'11"6 | Memphis du Rib     | Jean-Michel Bazire    | Jean-Michel Bazire     | Bold Eagle         | Twister Bi        |
| 2016 | Belina Josselyn    | Frankrike | 1'13"1 | Love You           | Jean-Michel Bazire    | Jean-Michel Bazire     | Ave Avis           | Moses Rob         |
| 2015 | Lionel N.O.        | Norge     | 1'12"1 | Look de Star       | Franck Nivard         | Fabrice Souloy         | Ustinof du Vivier  | Akim du Cap Vert  |
| 2014 | Un Mec d'Héripré   | Frankrike | 1'13"2 | Orlando Vici       | Franck Nivard         | Fabrice Souloy         | Roxane Griff       | Roi du Lupin      |
| 2013 | Ready Cash         | Frankrike | 1'11"9 | Indy de Vive       | Franck Nivard         | Thierry Duvaldestin    | Timoko             | The Best Madrik   |
| 2012 | Ready Cash         | Frankrike | 1'12"  | Indy de Vive       | Franck Nivard         | Thierry Duvaldestin    | Roxane Griff       | Quarcio du Chene  |
| 2011 | Commander Crowe    | Sverige   | 1'14"5 | Juliano Star       | Christophe Martens    | Fabrice Souloy         | Rêve de Beylev     | Perlando          |
| 2010 | Rapide Lebel       | Frankrike | 1'12"9 | Ginger Somolli     | Éric Raffin           | Sébastien Guarato      | Ilaria Jet         | Quilien d'Isques  |
| 2009 | Olga du Biwetz     | Frankrike | 1'14"  | Cezio Josselyn     | Christophe Martens    | Sébastien Guarato      | Nimrod Boréalis    | Monte Georgio     |
| 2008 | Olga du Biwetz     | Frankrike | 1'14"4 | Cezio Josselyn     | Joseph Verbeeck       | Sébastien Guarato      | Giuseppe Bi        | Opus Viervil      |
| 2007 | Meaulnes du Corta  | Frankrike | 1'13"6 | Voici du Niel      | Pierre Levesque       | Pierre Levesque        | Nimrod Borealis    | Kito du Vivier    |
| 2006 | Lady d'Auvrecy     | Frankrike | 1'13"  | Dorenzo            | Sébastien Baude       | Franck Harel           | Kito du Vivier     | Jardy             |
| 2005 | Kazire de Guez     | Frankrike | 1'13"8 | Udo de Touraine    | Jean-Michel Bazire    | Jean-Michel Bazire     | Joyau d'Amour      | Loumana Flor      |
| 2004 | Général du Lupin   | Frankrike | 1'13"8 | Lutin d'Isigny     | Pierre Vercruysse     | Jean-Paul Marmion      | Ipson de Mormal    | Karikal           |
| 2003 | Jeanbat du Vivier  | Frankrike | 1'12"7 | Coktail Jet        | Jean-Michel Bazire    | Jean-Michel Bazire     | Joyau d'Amour      | Zinzan Brooke Tur |
| 2002 | Général du Pommeau | Frankrike | 1'14"2 | Sébrazac           | Jules Lepennetier     | Jules Lepennetier      | Royal Gull         | Insert Gédé       |
| 2001 | Insert Gédé        | Frankrike | 1'14"2 | Jet du Vivier      | Yves Dreux            | Jean-Luc Bigeon        | Always New         | Not a Spacecase   |
| 2000 | First de Retz      | Frankrike | 1'14"9 | Podosis            | Dominiek Locqueneux   | Philippe Allaire       | Jackhammer         | Himo Josselyn     |
| 1999 | Giant Cat          | Frankrike | 1'14"1 | Quito de Talonay   | Nicolas Roussel       | Nicolas Roussel        | Express Road       | Johnny Walker N   |
| 1998 | Remington Crown    | Sverige   | 1'14"9 | Lord of All        | Joseph Verbeeck       | Jan Kruithof           | Draga              | Huxtable Hornline |
| 1997 | Huxtable Hornline  | Sverige   | 1'16"3 | Sherwood           | Anders Lindqvist      | Anders Lindqvist       | Chaillot           | Echo              |
| 1996 | Charmy Skeeter     | Tyskland  | 1'16"8 | Wildfang           | Heinz Wewering        | Heinz Wewering         | Coktail Jet        | Camino            |
| 1995 | Abo Volo           | Frankrike | 1'15"1 | Lurabo             | Joseph Verbeeck       | Paul Viel              | Camino             | Balou Boy         |
| 1994 | Balou Boy          | Frankrike | 1'15"9 | Moscantido         | Yves Dreux            | Yves Dreux             | Vourasie           | Useria            |
| 1993 | Vourasie           | Frankrike | 1'15"9 | Fakir du Vivier    | Bernard Oger          | Léopold Verroken       | Vive Ludoise       | Strabo            |
| 1992 | Habsburger         | Tyskland  | 1'16"6 | Ballon Rouge       | Joseph Verbeeck       | H.Grendel              | Végétarien         | Unique James      |
| 1991 | Rêve d'Udon        | Frankrike | 1'16"4 | Éjakval            | Yves Dreux            | Bernard Desmontils     | Ursulo de Crouay   | Uzo Charmeur      |
| 1990 | Réussite de Rozoy  | Frankrike | 1'18"4 | Chambon P          | Roger Baudron         | Roger Baudron          | Poroto             | Sébrazac          |
| 1989 | Sabre d'Avril      | Frankrike | 1'17"5 | Hadol du Vivier    | Jean-Pierre Viel      | Jean-Pierre Viel       | Reine du Corta     | Poroto            |
| 1988 | Poroto             | Frankrike | 1'15"7 | Esquirol           | Louis Boulard         | Louis Boulard          | Rêve d'Udon        | Potin d'Amour     |
| 1987 | Quito de Talonay   | Frankrike | 1'16"7 | Florestan          | Michel-Marcel Gougeon | Jack de Bellaigue      | Poroto             | Ogorek            |
| 1986 | Pan de la Vaudère  | Frankrike | 1'19"6 | Ruy Blas IV        | Jean-Claude Hallais   | Louis Decaudin         | Navigo             | Ogorek            |
| 1985 | Minou du Donjon    | Frankrike | 1'17"  | Quioco             | Olle Goop             | Jean-Lou Peupion       | Lapito             | Miss Cléville     |
| 1984 | Khali de Vrie      | Frankrike | 1'19"8 | Quirinus III       | Roger Baudron         | Roger Baudron          | Minou du Donjon    | Joli Quito        |
| 1983 | Minou du Donjon    | Frankrike | 1'18"7 | Quioco             | Michel Roussel        | Jean-Lou Peupion       | Lapito             | Jonc d'Anson      |
| 1982 | Istraeki           | Frankrike | 1'18"3 | Paléo              | Michel-Marcel Gougeon | Roger Ledoyen          | Lutin d'Isigny     | Ino Ludois        |
| 1981 | Jiosco             | Frankrike | 1'18"0 | Quioco             | Jean-René Gougeon     | Jean-René Gougeon      | Jézabel d'Ouches   | Ispahan           |
| 1980 | Ianthin            | Frankrike | 1'19"4 | Vésuve T           | Paul Delanoë          | Paul Delanoë           | Igor du Beauvoisin | Ino Ludois        |
| 1979 | Hillion Brillouard | Frankrike | 1'18"3 | Raskolnikov Z      | Philippe Allaire      | Charles Rivière        | Hadol du Vivier    | Fanacques         |
| 1978 | Gamélia            | Frankrike | 1'19"4 | Kerjacques         | Pierre-Léopold Marie  | Dominique de Bellaigue | Feinte             | Grande Source     |